# Kamennogorsk
Kamennogorsk (rusky Каменногорск, finsky Antrea) je město v Leningradské oblasti v Ruské federaci. Při sčítání lidu v roce 2010 mělo bezmála sedm tisíc obyvatel.

## Poloha a doprava
Kamennogorsk leží u severozápadního okraje oblasti na Karelské šíji jen přibližně pětadvacet kilometrů od finsko-ruské hranice. Od Petrohradu, správního střediska oblasti, je vzdálen přibližně 170 kilometrů severozápadně.
Od roku 1892 vede přes město železniční trať z Vyborgu do Sortavaly, od které zde odbočuje trať na Lesogorskij.

## Dějiny
Od 14. do 16. století zde bydlo středisko karelského osídlení na horním toku Vuoksy. Od 17. století, kdy zde byl postaven luteránský kostel svatého Ondřeje, se podle něj městu říkalo švédsky Sankt Andrea a finsky Antrea.
V meziválečném období bylo součástí Finska, kde patřilo do provincie Viipuri. Na konci Zimní války jej na základě Moskevského míru získal Sovětský svaz a i když jej Finsko dobylo znovu v Pokračovací válce, muselo jej nakonec znovu předat Sovětskému svazu.